# Lista de canções instrumentais que atingiram o primeiro lugar de paradas musicais
Este artigo contém uma Lista com as canções instrumentais que atingiram a posição número 1 de paradas de sucesso musicais.

## Billboard Hot 100
Esta seção traz uma Lista com as canções instrumentais que atingiram o topo da parada de sucesso estadunidense "Billboard Hot 100", que é a mais importante do mundo.

### Estatísticas
- Até hoje, apenas 25 canções lograram este êxito,[1] sendo a primeira The Happy Organ,[1] do músico Dave "Baby" Cortez, em 1959, e a mais recente Harlem Shake,[2] do Baauer, em 2013.
- Nenhum artista conseguiu emplacar mais de 1 música instrumental no topo da Billboard
- A canção instrumental que ficou mais tempo no topo foi Theme from a Summer Place, de Percy Faith, que permaneceu ali por 9 semanas.[3]

### Lista
| #  | Canção/Single                      | Artista(s)/Banda                     | Quando                  | Quantas Semanas no Topo |
| -- | ---------------------------------- | ------------------------------------ | ----------------------- | ----------------------- |
| 01 | The Happy Organ                    | Dave "Baby" Cortez                   | 11 de Maio de 1959      | 1 semana.               |
| 02 | Sleep Walk                         | Santo & Johnny                       | 21 de Setembro de 1959  | 2 Semanas               |
| 03 | Theme from a Summer Place          | Percy Faith                          | 22 de Fevereiro de 1960 | 9 Semanas               |
| 04 | Wonderland by Night                | Bert Kaempfert                       | 09 de Janeiro de 1961   | 3 Semanas               |
| 05 | Calcutta                           | Lawrence Welk                        | 13 de Fevereiro de 1961 | 2 Semanas               |
| 06 | Stranger on the Shore              | Mr. Acker Bilk                       | 26 de Maio de 1962      | 1 Semana                |
| 07 | The Stripper                       | David Rose                           | 07 de Julho de 1962     | 1 Semana                |
| 08 | Telstar                            | The Tornados                         | 22 de Dezembro de 1962  | 3 Semanas               |
| 09 | Love Is Blue (L'amour est bleu)    | Paul Mauriat                         | 10 de Fevereiro de 1968 | 5 Semanas               |
| 10 | Grazing in the Grass               | Hugh Masekela                        | 20 de Julho de 1968     | 2 Semanas               |
| 11 | Love Theme from Romeo and Juliet   | Henry Mancini                        | 28 de Junho de 1969     | 2 Semanas               |
| 12 | Frankenstein                       | The Edgar Winter Group               | 26 de Maio de 1973      | 1 Semana                |
| 13 | Love's Theme                       | Love Unlimited Orchestra             | 09 de Fevereiro de 1974 | 1 Semana                |
| 14 | TSOP (The Sound of Philadelphia) † | MFSB and The Three Degrees           | 20 de Abril de 1974     | 2 Semanas               |
| 15 | Pick Up the Pieces †               | Average White Band                   | 22 de Fevereiro de 1975 | 1 Semana                |
| 16 | The Hustle †                       | Van McCoy and the Soul City Symphony | 26 de Julho de 1975     | 1 Semana                |
| 17 | Fly, Robin, Fly †                  | Silver Convention                    | 29 de Novembro de 1975  | 3 Semanas               |
| 18 | Theme from "S.W.A.T."              | Rhythm Heritage                      | 28 de Fevereiro de 1976 | 1 Semana                |
| 19 | A Fifth of Beethoven               | Walter Murphy and the Big Apple Band | 09 de Outubro de 1976   | 1 Semana                |
| 20 | Gonna Fly Now †                    | Bill Conti                           | 02 de Julho de 1977     | 1 Semana                |
| 21 | Star Wars Theme/Cantina Band       | Meco                                 | 01 de Outubro de 1977   | 2 Semanas               |
| 22 | Rise                               | Herb Alpert                          | 20 de Outubro de 1979   | 2 Semanas               |
| 23 | Chariots of Fire                   | Vangelis                             | 08 de Maio de 1982      | 1 Semana                |
| 24 | Miami Vice Theme                   | Jan Hammer                           | 09 de Novembro de 1985  | 1 Semana                |
| 25 | Harlem Shake †                     | Baauer                               | 2 de Março de 2013      | 5 Semanas               |

- Legenda: † – Indica as canções que contêm algumas partes com vocal, mas são consideradas uma peça instrumental.

## Em outros países
Esta seção traz uma Lista com as canções instrumentais que atingiram o topo das paradas de sucesso mais importantes de outros países que não os EUA.
| #  | Música                                  | Banda/Artista                             | Parada Musical                                       | Ano que alcançou o topo |
| -- | --------------------------------------- | ----------------------------------------- | ---------------------------------------------------- | ----------------------- |
| 01 | "The Song from Moulin Rouge"            | Mantovani                                 | UK Singles Chart                                     | 1953                    |
| 02 | "Oh Mein Papa"                          | Eddie Calvert                             | UK Singles Chart                                     | 1954                    |
| 03 | "Let's Have Another Party"              | Winifred Atwell                           | UK Singles Chart                                     | 1954                    |
| 04 | "Cherry Pink (and Apple Blossom White)" | Pérez Prado                               | UK Singles Chart                                     | 1955                    |
| 05 | "Hoots Mon"                             | Lord Rockingham's XI                      | UK Singles Chart                                     | 1958                    |
| 06 | "Side Saddle"                           | Russ Conway                               | UK Singles Chart                                     | 1959                    |
| 07 | "Roulette"                              | Russ Conway                               | UK Singles Chart                                     | 1959                    |
| 08 | "Apache"                                | The Shadows                               | UK Singles Chart                                     | 1960                    |
| 09 | "On the Rebound"                        | Floyd Cramer                              | UK Singles Chart                                     | 1961                    |
| 10 | "Kon-Tiki"                              | The Shadows                               | UK Singles Chart                                     | 1961                    |
| 11 | "Mexico"                                | Bob Moore                                 | GfK                                                  | 1962                    |
| 12 | "Wonderful Land"                        | The Shadows                               | UK Singles Chart                                     | 1962                    |
| 13 | "Nut Rocker"                            | B. Bumble and the Stingers                | UK Singles Chart                                     | 1962                    |
| 14 | "Stranger on the Shore"                 | Acker Bilk                                | UK Singles Chart                                     | 1962                    |
| 15 | "Telstar"                               | The Tornados                              | UK Singles Chart                                     | 1962                    |
| 16 | "Dance On!"                             | The Shadows                               | UK Singles Chart                                     | 1963                    |
| 17 | "Diamonds"                              | Jet Harris and Tony Meehan                | UK Singles Chart                                     | 1963                    |
| 18 | "Telstar"                               | The Tornados                              | IFOP                                                 | 1963                    |
| 19 | "Foot Tapper"                           | The Shadows                               | UK Singles Chart                                     | 1963                    |
| 20 | "Il Silenzio"                           | Nini Rosso                                | GfK                                                  | 1965                    |
| 21 | "The Good, the Bad and the Ugly"        | Hugo Montenegro, his Orchestra and Chorus | UK Singles Chart                                     | 1968                    |
| 22 | "Albatross"                             | Fleetwood Mac                             | UK Singles Chart                                     | 1969                    |
| 23 | "Amazing Grace"                         | Royal Scots Dragoon Guards                | UK Singles Chart                                     | 1972                    |
| 24 | "Popcorn"                               | Hot Butter                                | IFOP                                                 | 1972                    |
| 25 | "Mouldy Old Dough"                      | Lieutenant Pigeon                         | UK Singles Chart                                     | 1972                    |
| 26 | "Eye Level"                             | Simon Park Orchestra                      | UK Singles Chart                                     | 1973                    |
| 27 | "One Step Beyond"                       | Madness                                   | IFOP                                                 | 1980                    |
| 28 | "Song of Ocarina"                       | Jean-Philippe Audin and Diego Modena      | IFOP                                                 | 1992                    |
| 29 | "Doop"                                  | Doop                                      | UK Singles Chart                                     | 1994                    |
| 30 | "The X-Files"                           | Mark Snow                                 | IFOP                                                 | 1996                    |
| 31 | "Flat Beat"                             | Mr. Oizo                                  | UK Singles Chart                                     | 1999                    |
| 32 | "Bromance"                              | Tim Berg (Avicii)                         | Ultratop 50 Singles (Flandres)                       | 2010                    |
| 33 | "Harlem Shake"                          | Baauer                                    | ARIA Charts/ Recorded Music NZ                       | 2013                    |
| 34 | "Animals"                               | Martin Garrix                             | Ultratop 50 Singles (Flandres)                       | 2013                    |
| 34 | "Animals"                               | Martin Garrix                             | Ultratop 50 Singles (Valônia)                        | 2013                    |
| 34 | "Animals"                               | Martin Garrix                             | Scottish Singles and Albums Charts/ UK Singles Chart | 2013                    |